# Caius Livius Salinator
Pour les articles homonymes, voir Livius Salinator.
Caius Livius Salinator est un homme politique romain, né vers 235 avant notre ère et mort vers 170 avant notre ère, consul et général de la République romaine. C'est le fils de Marcus Livius Salinator et un membre de la gens Livia.

## Biographie

### Carrière politique
Son père, Marcus Livius Salinator, ayant été deux fois consuls et venant d'une gens respecté, il est destiné à effectuer le cursus honorum.
Il est d'abord élu préteur en 191 av. J.-C. , mandat durant lequel il a la charge d'une flotte dirigée contre Antiochos III.
Après avoir été remplacé par Lucius Aemilius Regillus, il dirige une ambassade en Bithynie avant de revenir à Rome. Il fut élu consul au côté de Marcus Valerius Messalla en 188 avant notre ère,.
Pendant son consulat on lui attribue la fondation de la cité de Forum Livii (Forlì), en Italie.

### Carrière militaire
Pendant la deuxième guerre macédonienne (entre 199 et 198 avant notre ère), il se pourrait qu'il ait été responsable d'une flotte en Grèce avant d'être remplacé par Lucius Quinctius Flaminius,.
Élu à un prétorat en 202 avant notre ère, il servit durant cette année dans l'armée romaine en Calabre, et combattu aussi au côté de Lucius Cornelius Merula comme officier de cavalerie en 193 av. J.-C. contre les Boii dans les environs de Mutina.
En 191 av. J.-C., durant l'année de son élection au poste de préteur, il combat lors de la guerre antiochique qui oppose Romains et Séleucides. Il dirige une flotte dans la mer Egée, et détruit la flotte Séleucides commandée par Polyxenidas non loin de Corfou durant la bataille de Corycus.